# Pont romain
Pour les articles homonymes, voir Pont romain (homonymie).

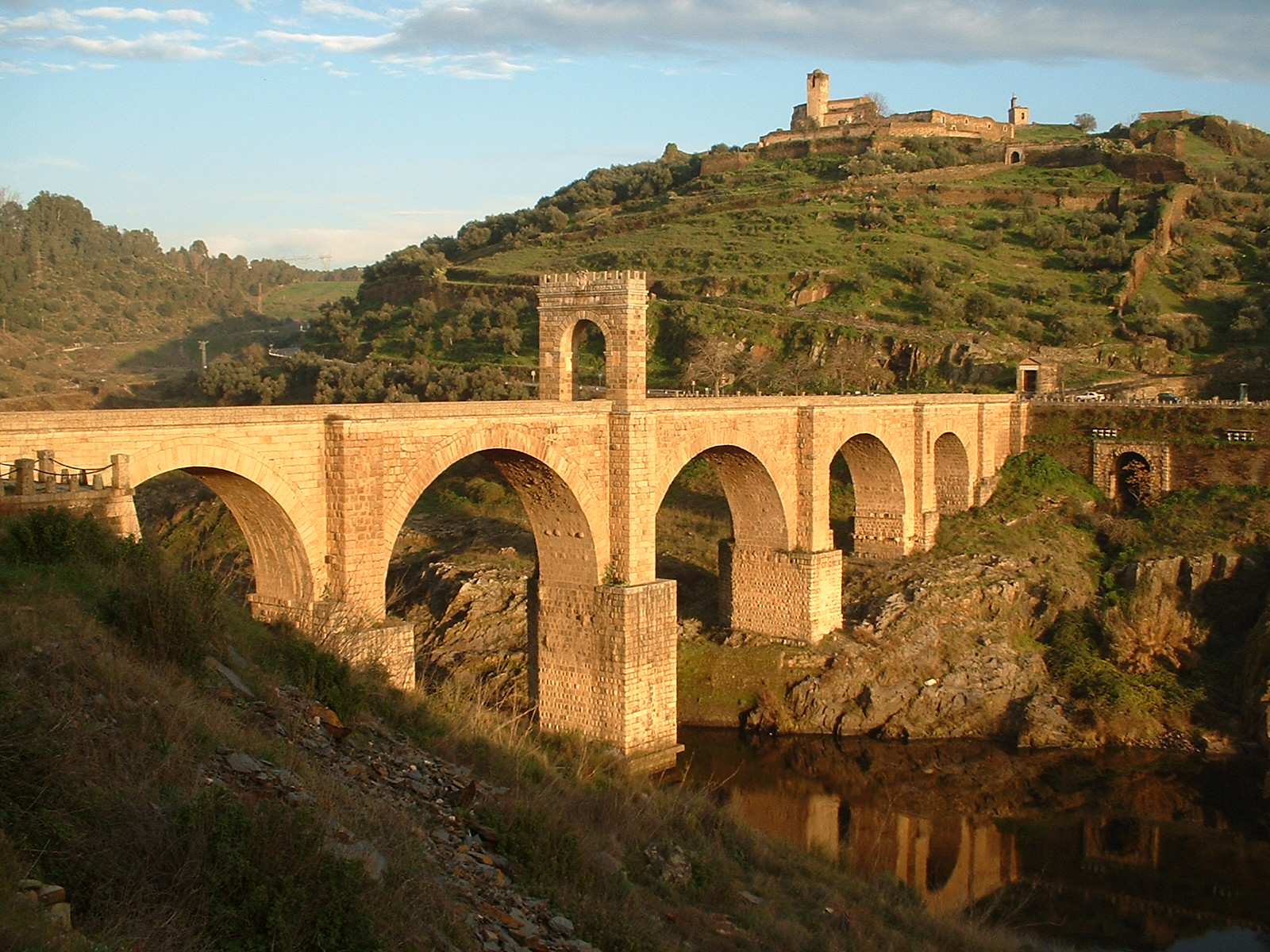
Le pont d'Alcántara, en Espagne, construit par Gaius Julius Lacer, vers 104-106.

Les ponts romains furent construits dans toutes les provinces romaines pour différents usages (aqueducs ou ponts routiers principalement).

## Ponts romains remarquables

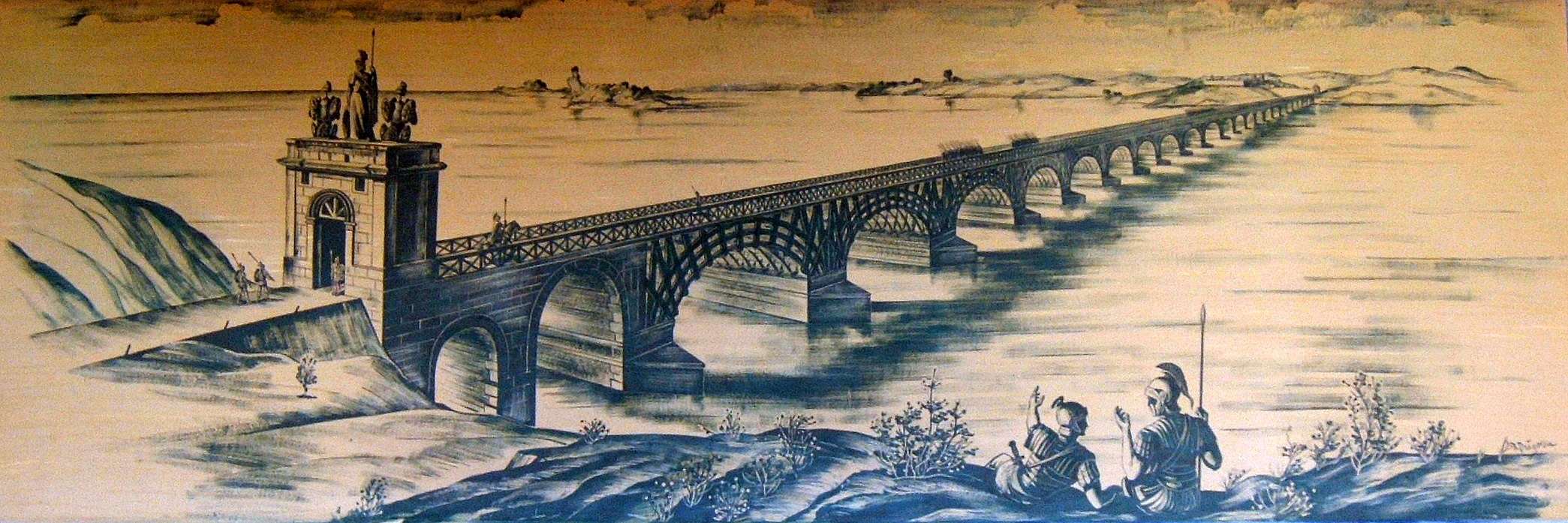
Pont de Trajan sur le Danube (dessin, 1907).

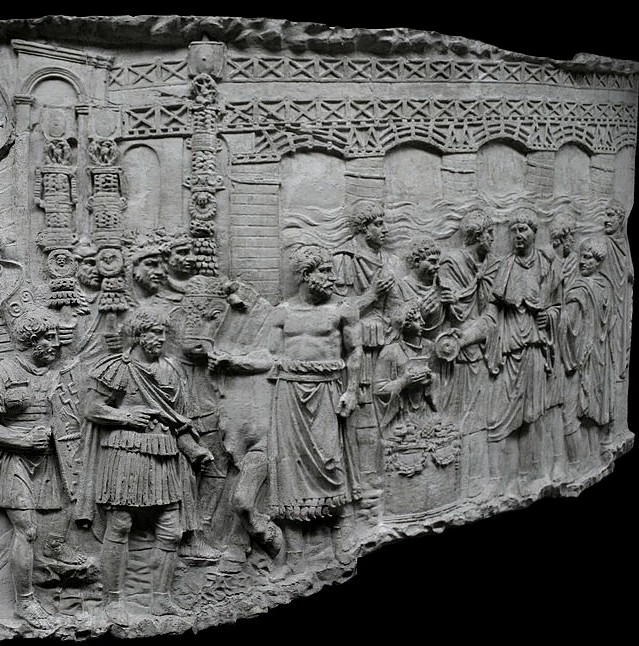
Représentation du pont de Trajan sur les reliefs de la colonne Trajane (scène XCIX).

Construit en 142 av. J.-C., le pont Æmilius, plus tard appelé Ponte Rotto (pont cassé) est le plus ancien pont de pierre romain, à Rome en Italie[réf. souhaitée].
Le plus grand pont romain était le pont de Trajan, pont sur le cours inférieur du Danube, construit par Apollodore de Damas, qui est resté pendant plus d'un millénaire[réf. souhaitée].

## Caractéristiques typiques
- Plusieurs font plus de 4 m de largeur
- La plupart d'entre eux sont en dos d'âne
- Les pierres sont souvent liées par des agrafes en métal
- Des trous de boulins sont présents dans les pierres pour faciliter les réparations

## Galerie

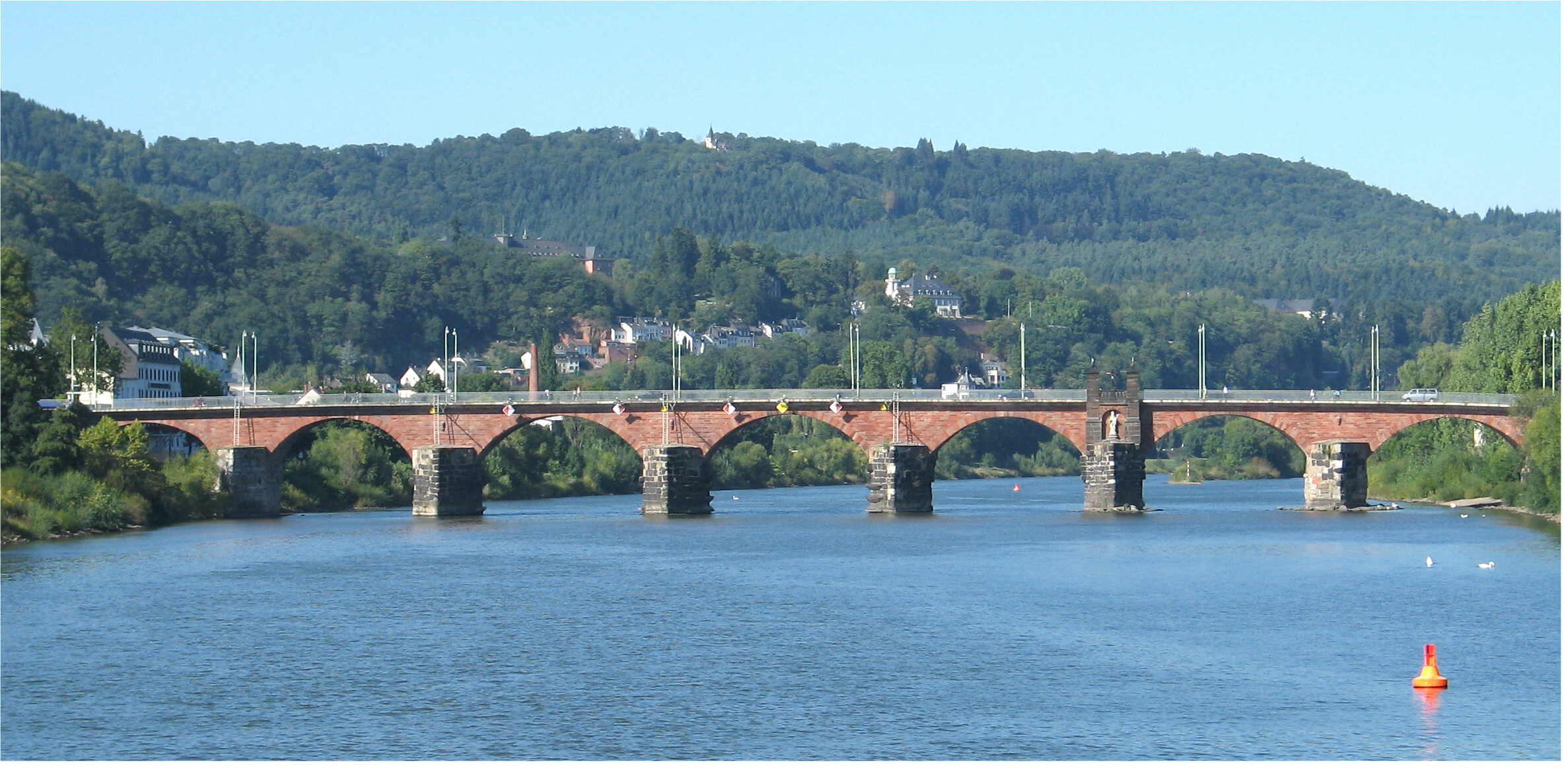
Pont romain de Trèves, Allemagne.
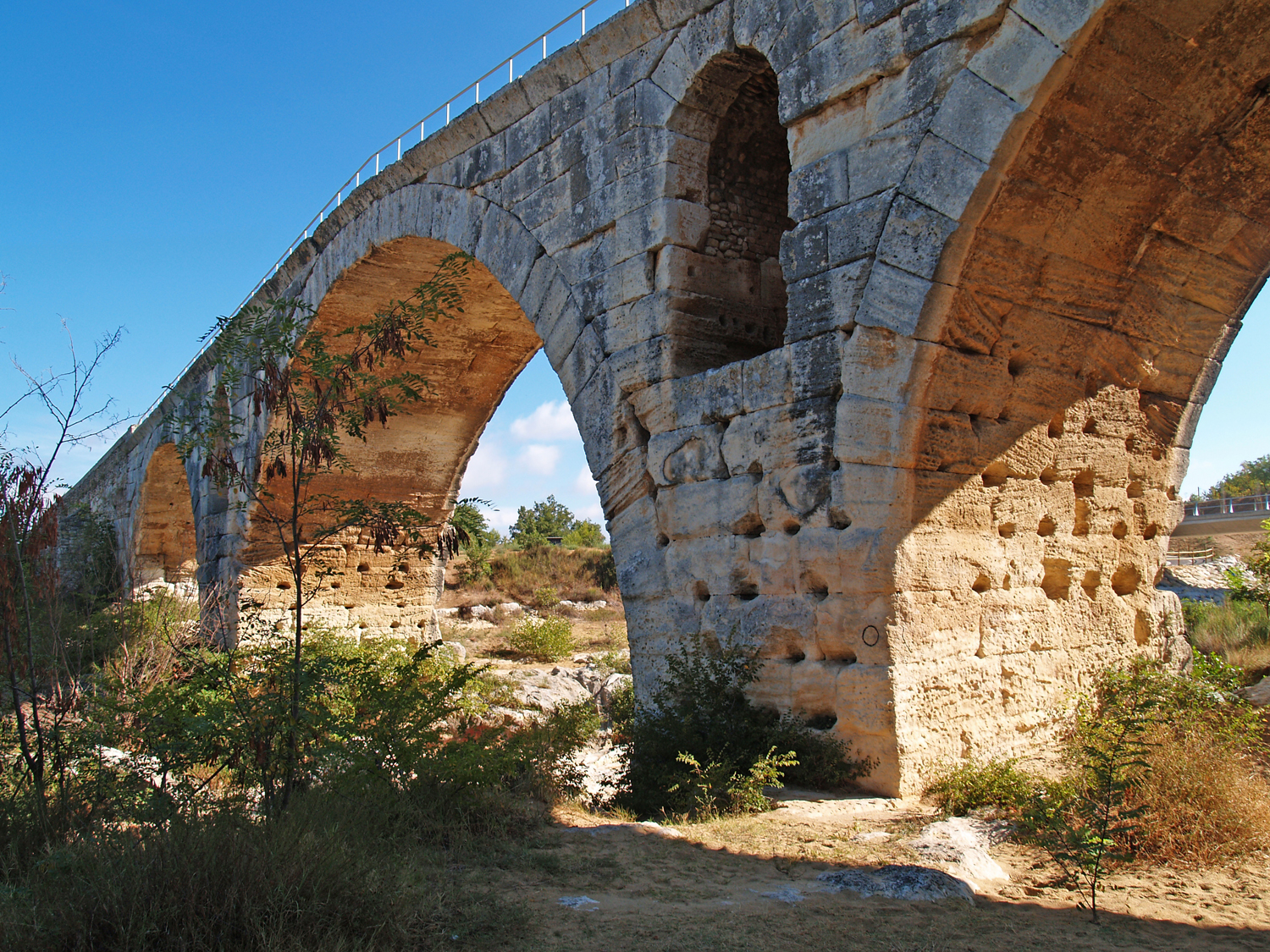
Pont Julien à Apt, France.
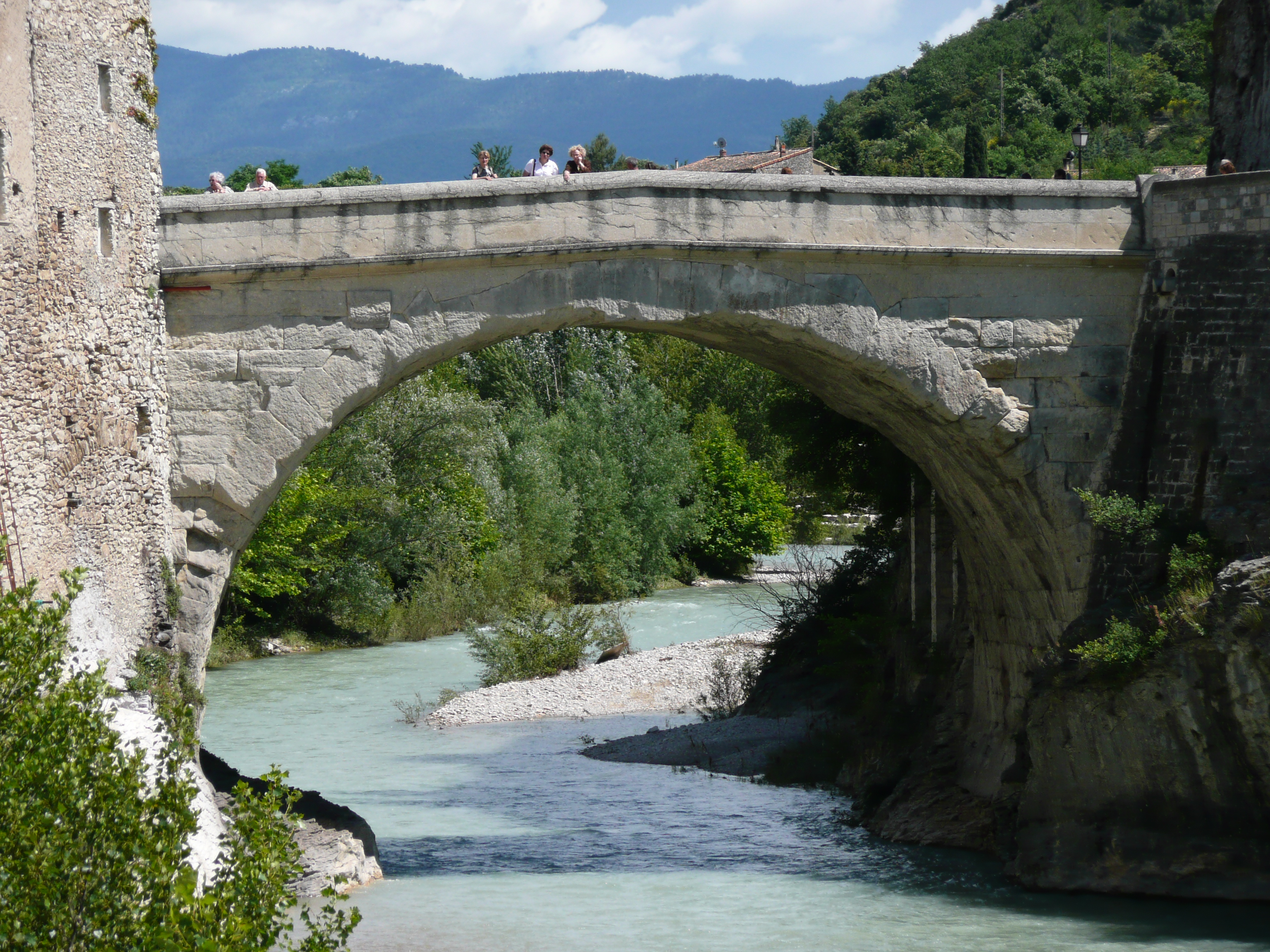
Pont de Vaison-la-Romaine, France.
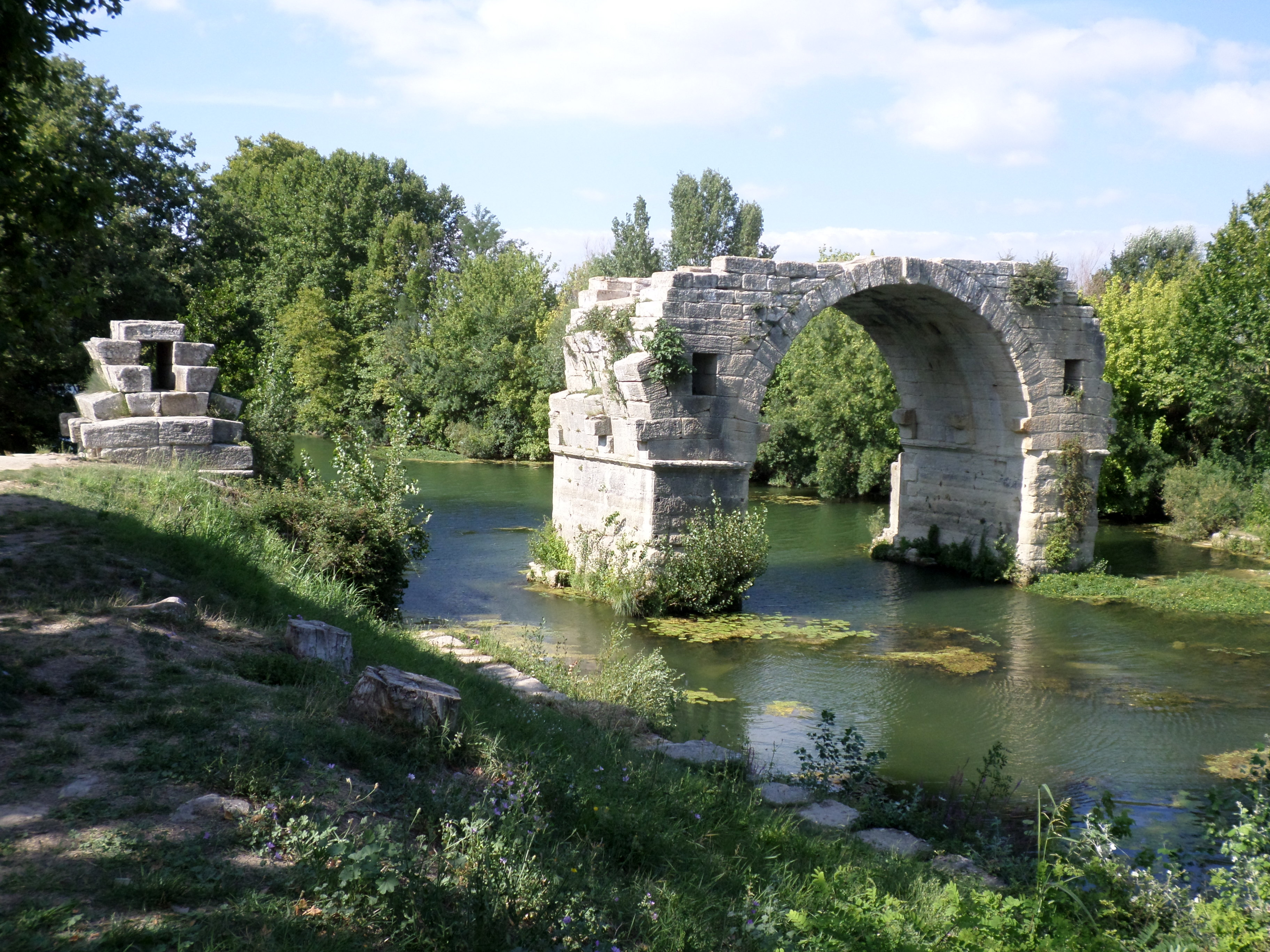
Pont Ambroix, France.
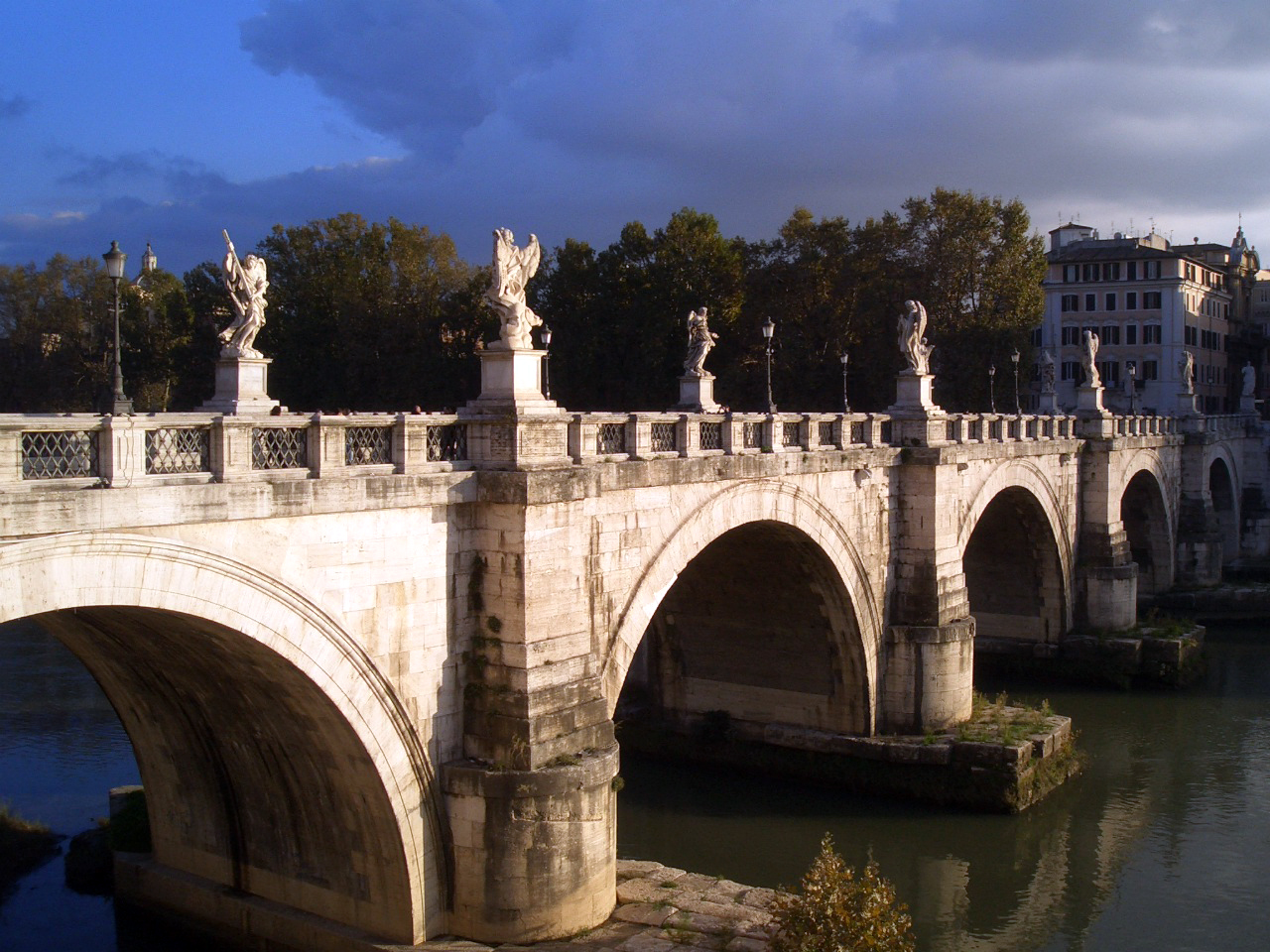
Pont Saint-Ange à Rome.
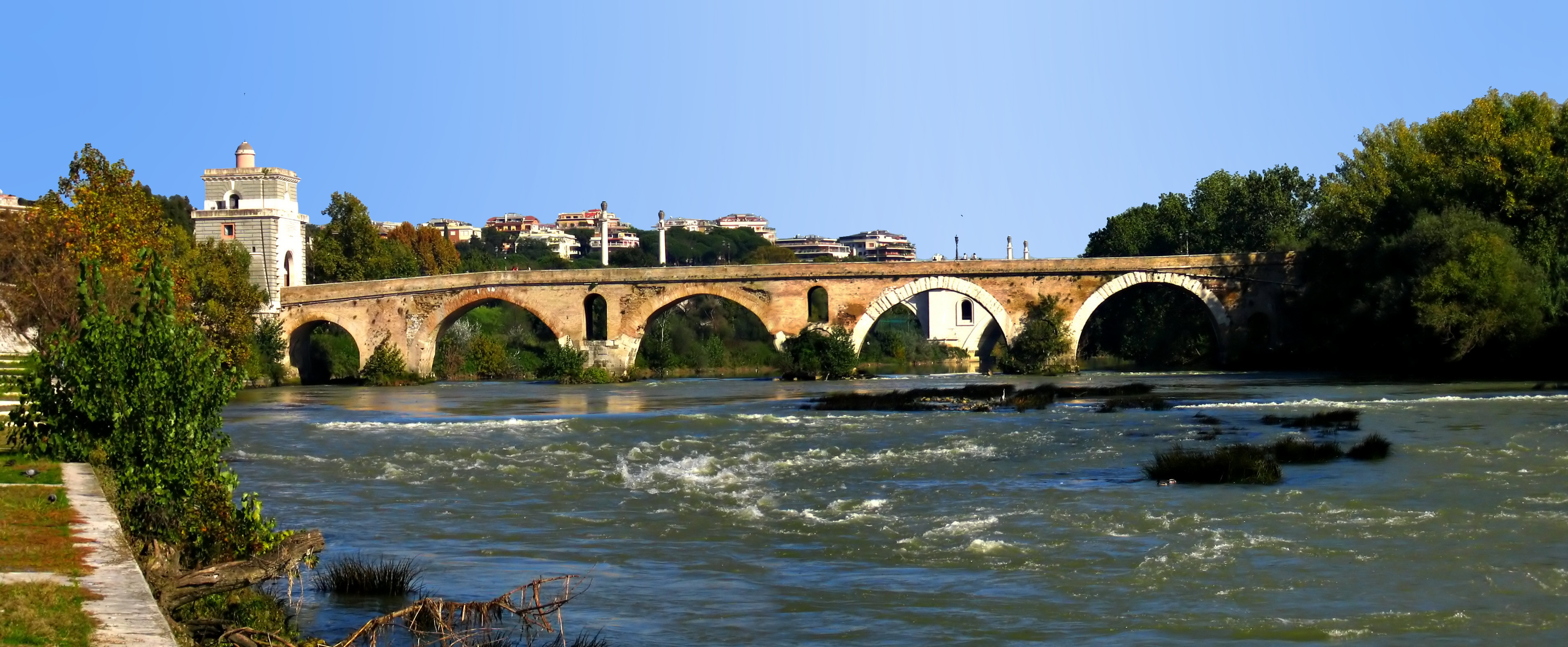
Pont Milvius à Rome.
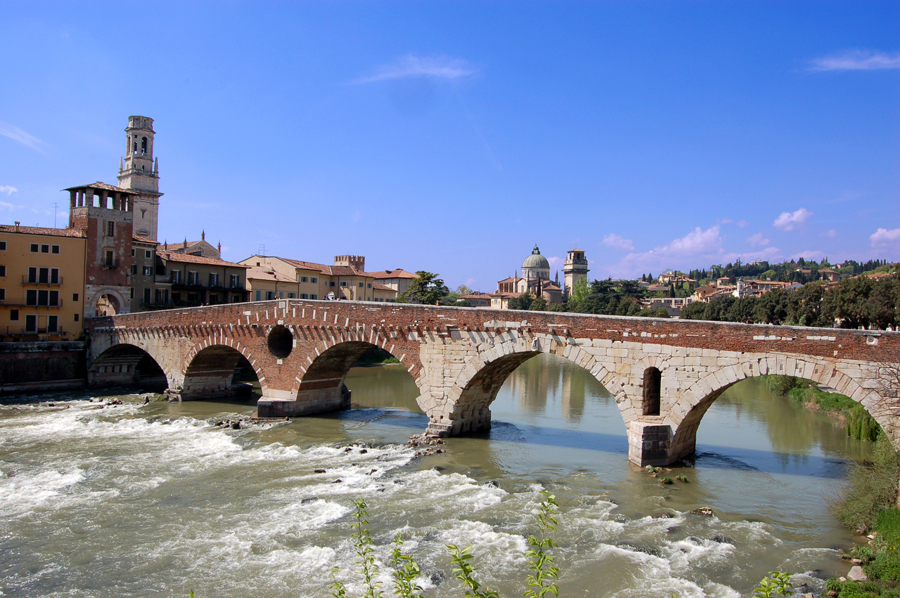
Pont de pierre à Vérone.
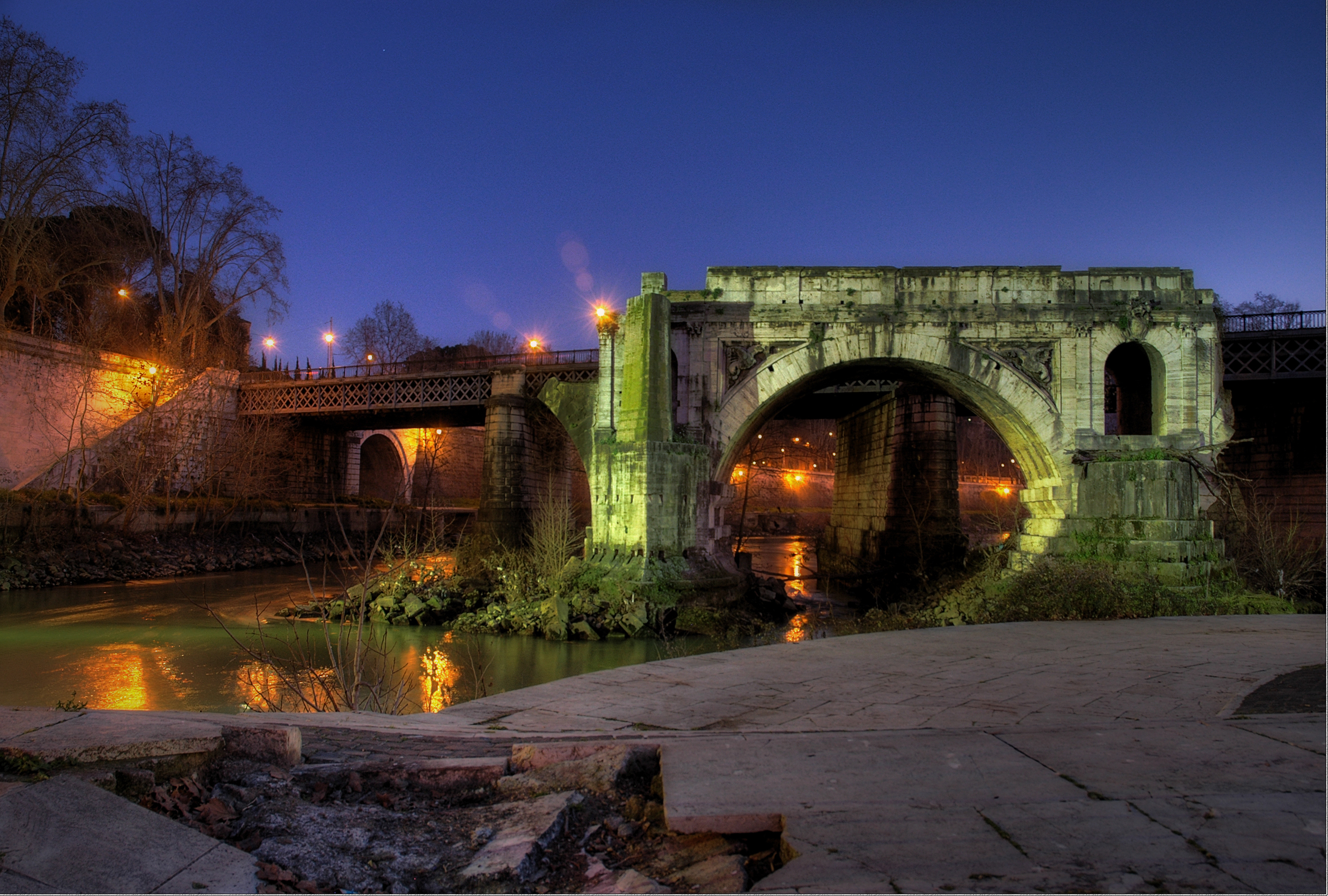
Pont Æmilius à Rome.
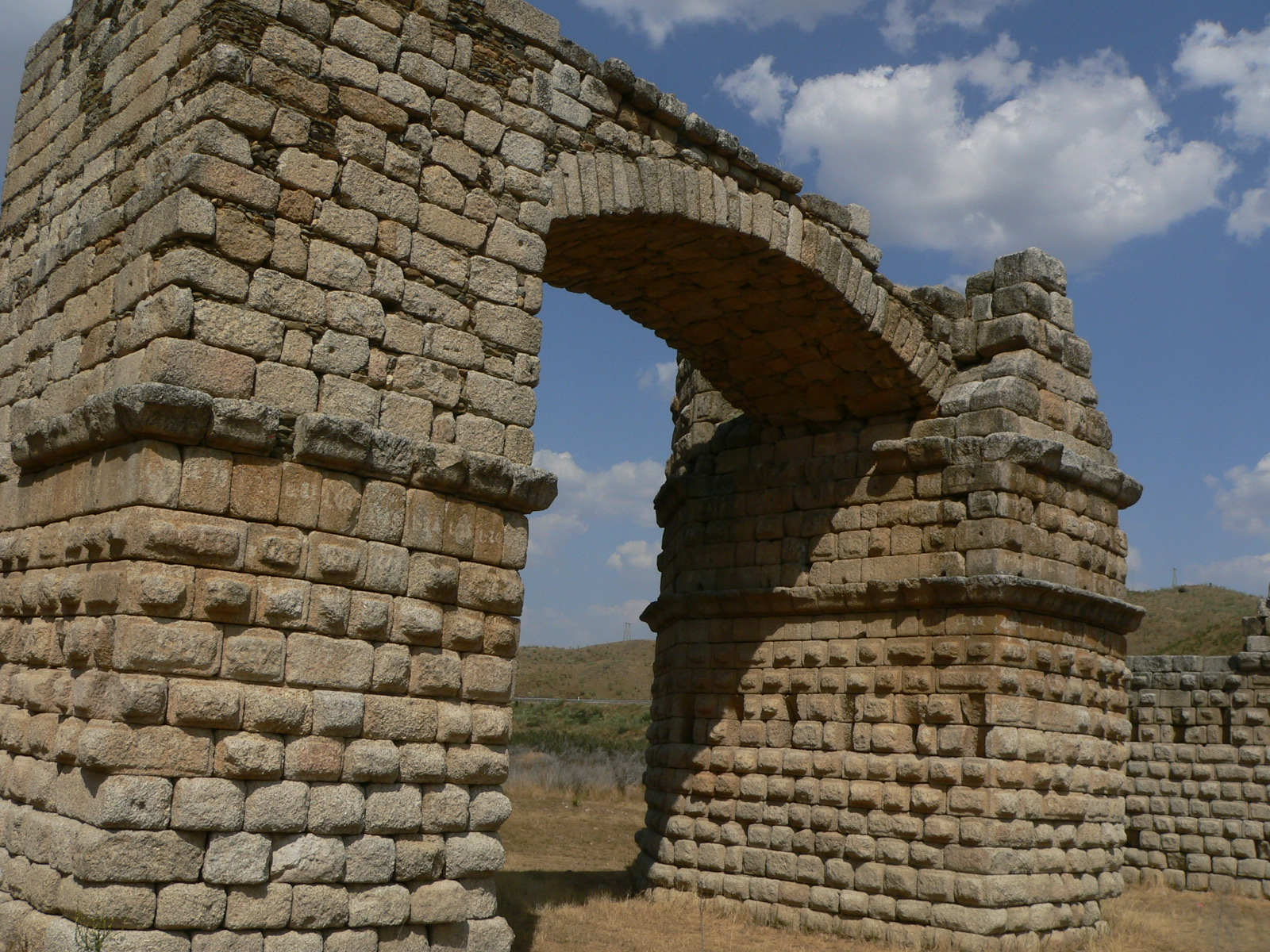
Pont d'Alconétar, Espagne.
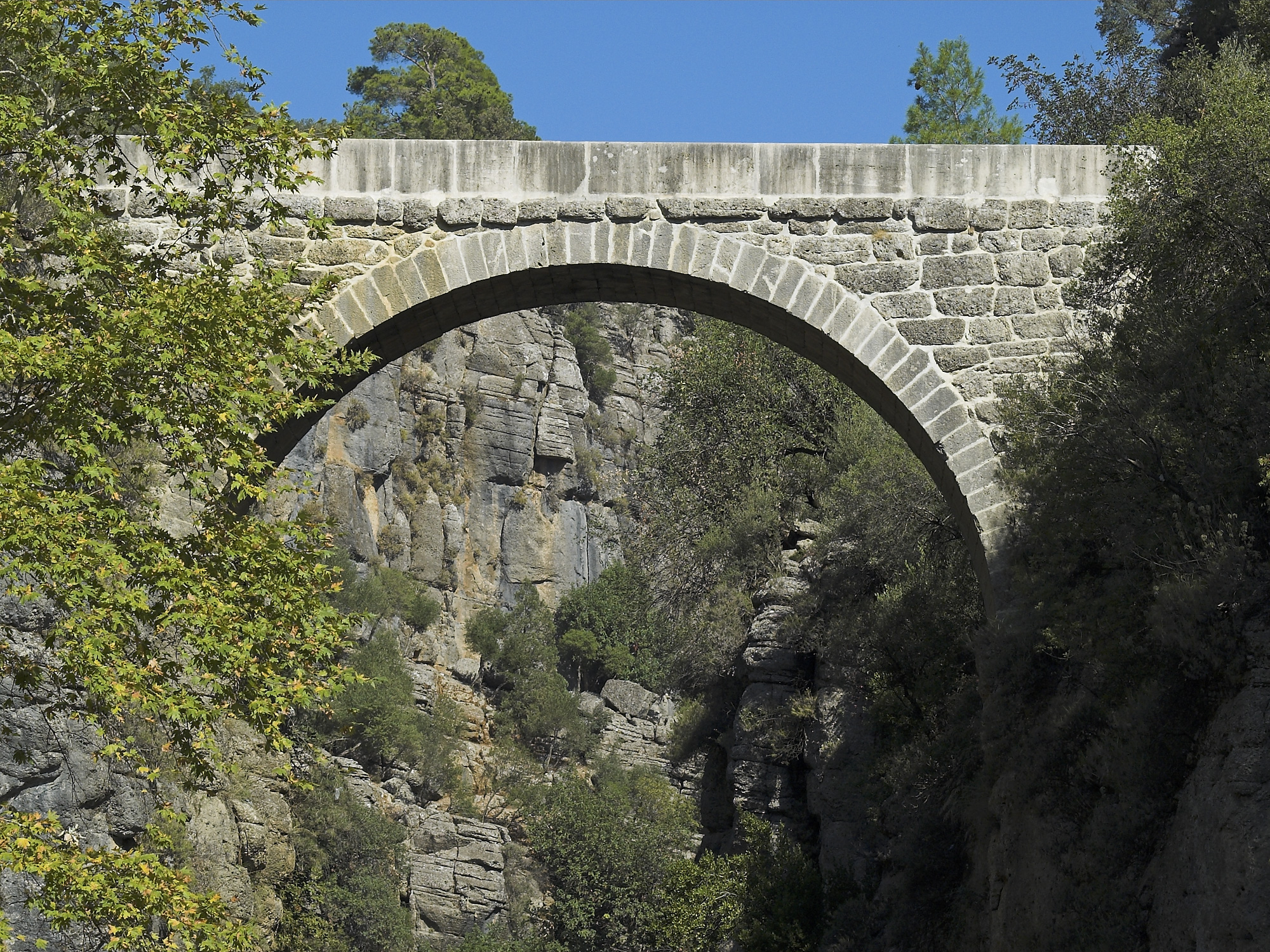
Pont sur l'Eurymédon à Selge, Turquie.
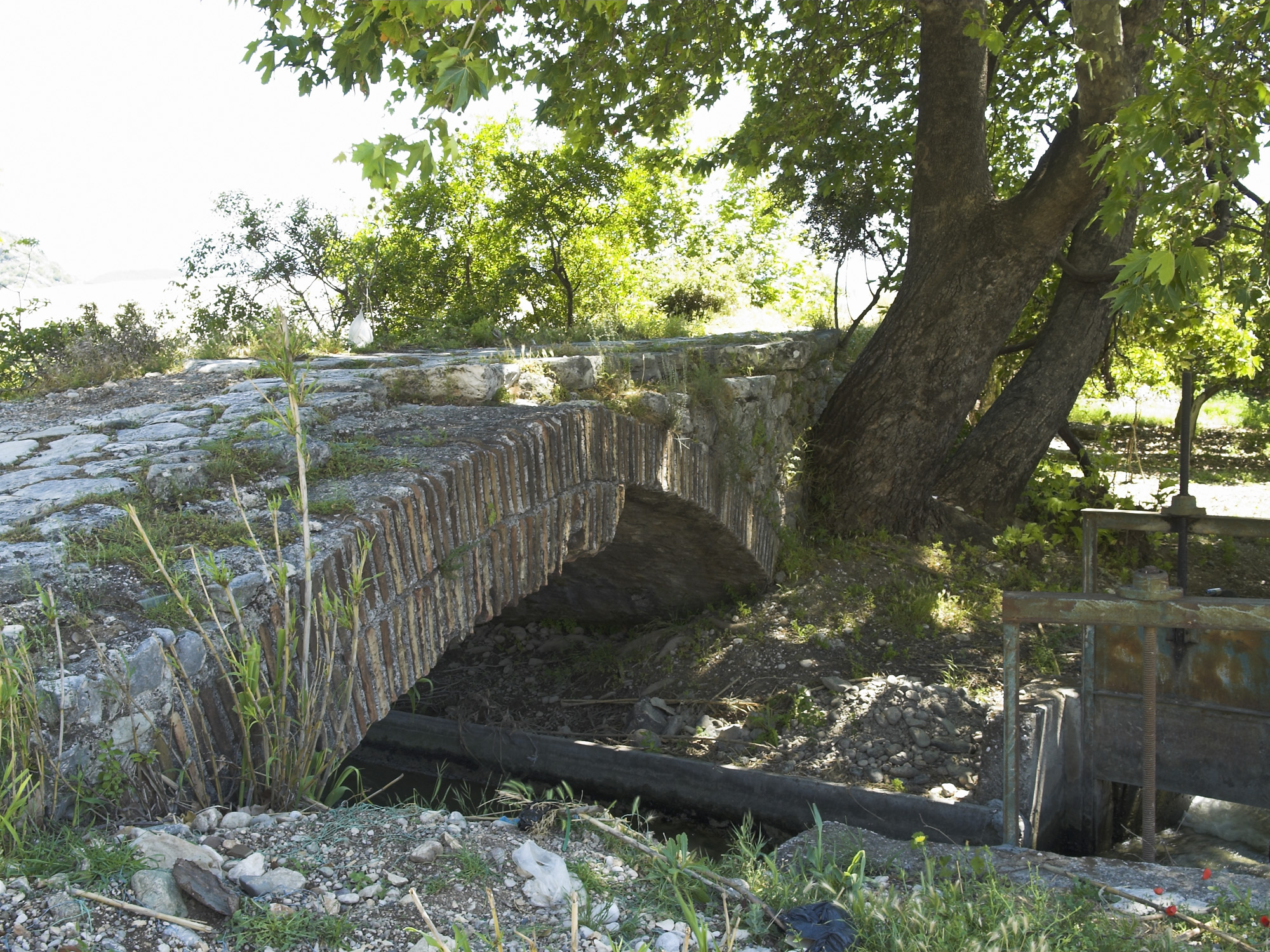
Pont de Limyra, Turquie.
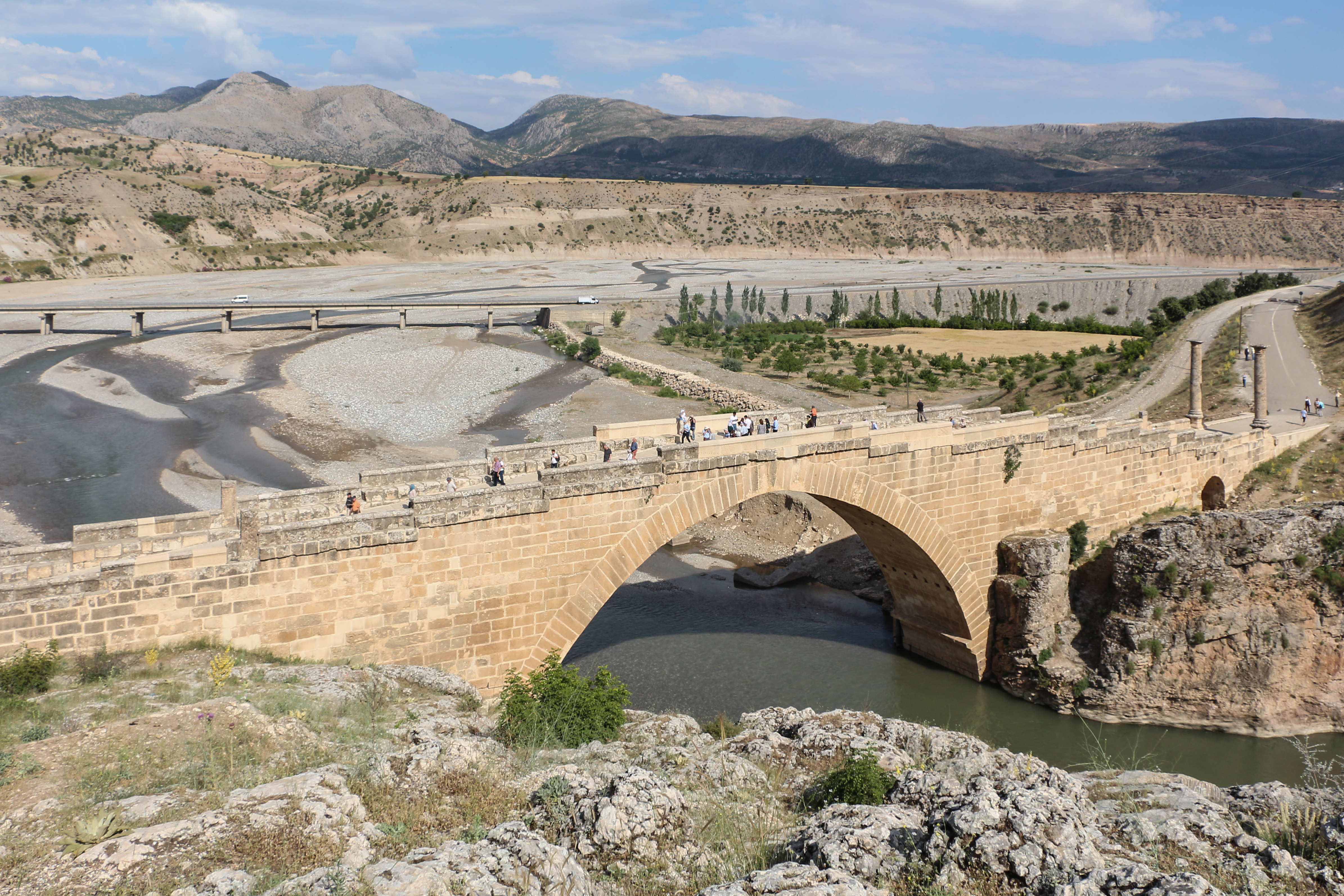
Pont de Septime Sévère, Turquie.